# Safelayer Secure Communications
Safelayer Secure Communications S.A. és una empresa espanyola fundada el maig de 1999, fabricant programari d'infraestructura de clau pública (seguretat per a gestió d'identitat digital signatura electrònica i protecció de dades). La tecnologia de Safelayer està implantada en els tres majors projectes de certificació i identificació digital espanyols, com són la Fàbrica Nacional de Moneda i Timbre d'Espanya, el DNI electrònic español i el passaport electrònic espanyol. La tecnologia de Safelayer també assegura el sistema de missatgeria (correu electrònic) de l'OTAN.
La tecnologia de Safelayer està avalada per la certificació de qualitat Common Criteria (CC) EAL2 i EAL4+. Actualment, Safelayer és l'única empresa al món amb certificació CC EAL4+ en tota una família de productos.

## Productes
- KeyOne CA: Autoritat de certificació.
- KeyOne VA: Autoritat de validació basada en el protocol estàndard OCSP de IETF.
- KeyOne TSA: Autoritat de segellament de temps basada en el protocol estàndard TSP de IETF.
- KeyOne RA: Autoritat de registre.
- KeyOne LRA: Autoritat de registre.
- KeyOne Desktop
- KeyOne Toolkits
- TrustedX: Plataforma de servicios web per a l'autenticació, signatura electrònica i protecció de dades.